# アートゥーン
株式会社アートゥーン (Artoon Co., Ltd.)は、かつて存在した日本のゲームソフト開発会社。2010年、AQインタラクティブに完全吸収された。

## 沿革
1999年8月27日、セガ出身の石井洋児、大島直人らによって設立。2004年5月にAQインタラクティブの子会社となり、2005年6月に完全子会社化。2010年の取締役会において、AQインタラクティブへの完全吸収が決議された。
石井は2010年6月にAQインタラクティブの役員を退任し、大島と共に『アーゼスト』を設立した。アーゼストの所在地はアートゥーンの旧所在地（横浜市港北区新横浜）にあたる。

## 作品
- ピノビィーの大冒険（2001年、ゲームボーイアドバンス、ハドソン）
- ピノビィー&フィービィー（2002年、ゲームボーイアドバンス、ハドソン）
- ゴーストトラップ（2002年、ゲームボーイアドバンス、アイドス・インタラクティブ）
- ピノビィーの大冒険（2002年、PlayStation、ハドソン）
- ゴーストヴァイブレーション（2002年、PlayStation 2、アイドス・インタラクティブ）
- ブリンクス・ザ・タイムスイーパー（2002年、Xbox、マイクロソフト）
- THE KING OF FIGHTERS EX 〜NEO BLOOD〜（2002年、ゲームボーイアドバンス、マーベラスエンターテイメント）
- ブリンクス2: バトル・オブ・タイム&スペース（2004年、Xbox、マイクロソフト）
- ヨッシーの万有引力（2004年、ゲームボーイアドバンス、任天堂）
- 天星 SWORDS OF DESTINY（2005年、PlayStation 2、マーベラスインタラクティブ）
- ブルードラゴン（2006年、Xbox 360、マイクロソフト)
- ヴァンパイアレイン（2007年、Xbox 360、AQインタラクティブ）
- ヨッシーアイランドDS（2007年、ニンテンドーDS、任天堂）
- ザ ワールド オブ ゴールデン エッグス ノリノリリズム系（2008年、Wii、AQインタラクティブ）
- ヴァンパイアレイン:アルタードスピーシーズ（2008年、PLAYSTATION 3、AQインタラクティブ）
- AWAY シャッフルダンジョン（2008年、ニンテンドーDS、AQインタラクティブ）
- ザ ワールド オブ ゴールデン エッグス ノリノリ歌できちゃって系（2009年、ニンテンドーDS、AQインタラクティブ）
- ザ★歌謡ジェネレーション（2009年、ニンテンドーDS、AQインタラクティブ）
- たたいて弾む スーパースマッシュボール・プラス（2010年、Wii、任天堂）
- ラストストーリー（2011年、Wii、任天堂） -  開発途中でAQインタラクティブに組織変更[3]